# Baykar Bayraktar Kızılelma
Le Bayraktar Kızılelma (« Pomme rouge »), est un système d'avion de combat sans pilote et un projet de drone de combat turc développé par la société Baykar. Les premières images conceptuelles, annoncées le 17 juillet 2021, ont été partagées trois jours plus tard, le jour de l'Aïd al-Adha.
En mars 2022 un prototype est présenté au grand public. Son nom est également annoncé : Kızılelma (La Pomme rouge).
Le premier vol est annoncé par Selçuk Bayraktar (en) le 14 décembre 2022.

## Motorisation
Le MİUS sera probablement équipé d'un turboréacteur à double flux ukrainien Ivtchenko-Progress AI-25 (Tusaş Engine Industries travaillerait aussi sur un turboréacteur local, le TEI-TF6000 ).
En novembre 2021, un accord est signé entre Baykar et Ivtchenko-Progress ZMKB concernant le moteur AI-322F Turbofan. Plus de 500 moteurs doivent être livrés entre 2021 et 2030, pour un montant de 600 millions de dollars. À l'avenir, la motorisation doit ensuite être assurée par le MS500 de Motor Sich, faisant partie du même groupe.

## Drone embarqué
Il sera capable de décoller et d'atterrir sur le futur LHD TCG Anadolu (la Turquie deviendra alors l'un des rares pays à déployer des drones de combat à partir d'un porte-aéronefs) aux côtés du Bayraktar TB3. Il ne devrait pas avoir besoin de catapultage pour le décollage, et l'appontage sera permis par une crosse et des brins d'arrêt. Les systèmes d’avions sans pilote font actuellement l’objet d’un débat sur la doctrine aérienne dans le monde entier. En février 2020, l’US Air Force a organisé une conférence en Floride sur cette question ; Il a également invité des experts travaillant dans les domaines de l'aviation, de l'intelligence artificielle et de l'automatisation en tant que conférenciers à la conférence. S'exprimant lors de cette conférence, Elon Musk a déclaré que le F-35 Lightning II et les avions de combat habités similaires de cinquième génération n'auront aucune chance contre les drones à l'avenir et que l'avenir consiste sur des véhicules aériens sans pilote. Avant d'atteindre 2040, au moins 50 % des flottes aériennes d'attaque américaines devraient être constituées de drones.

## Caractéristiques
Il sera furtif, volera à 40 000 pieds (12 192 m) d'altitude avec une charge utile de 1,5 t, jusqu'à 5 h de vol, à une vitesse de croisière de 0,8 M et à vitesse maximale de Mach 1 (vitesse du son) ; la communication se fera par satellite,. Il pourra être équipé de missiles air-air, de bombes de précision à forte charge et de missiles de croisière. Il sera capable de mener des opérations de manière autonome grâce à des fonctions d'intelligence artificielle et de voler avec les F-16 existants et, plus tard, avec le futur TAI Hürjet et le TAI TF-X.

## Équipement
Il est équipé d'un radar à antenne active à balayage électronique (AESA).

## Variantes
- Kızılelma-A : 1 moteur AI-25TLT (16,5 kN).

- Kızılelma-B : 1 moteur AI-322F (41 kN) ou TEI-TF6000 (44,5 kN).

- Kızılelma-C : 2 moteurs plus puissants AI-322F (41 kN) ou TEI-TF6000A (44,5 kN). Version optimisée pour la défense aérienne, version multirôle très perfectionnée, plus lourde et plus agile grâce à ses deux moteurs, capable de combats aériens à moyenne et longue portée et d'attaques air-sol dont SEAD (en).